# 科爾頓 (科明捷爾尼夫西克區)
46°49′40″N 31°5′49″E / 46.82778°N 31.09694°E

科爾頓（烏克蘭語：Кордон）是位於烏克蘭西南部的村莊，由敖德萨州敖德萨区的維濟爾卡市鎮負責管轄。該村始建於1797年，面積0.75平方公里，海拔高度47米，2001年人口360，人口密度每平方公里480人。